# Ketten der Vergangenheit (1914)
Ketten der Vergangenheit ist ein deutsches Stummfilmdrama aus dem Jahr 1914 mit Mia May in der Hauptrolle.

## Handlung
Eine schöne junge Frau, eine Varietékünstlerin, die mit einem Aristokraten verheiratet ist, umgibt eine dunkle Vergangenheit. Einst war sie eine gefürchtete Einbrecherin, die jedoch nie gefasst werden konnte. Ihr Markenzeichen war die Arbeitskluft: ein schwarzes Trikot und eine Maske. Doch die Diebin ist eine rastlose Seele; die ruhigen Fahrwasser, in die sie ihre Ehe geführt hat, langweilen sie zu Tode. Die Adelige verlässt ihren Gatten und schifft sich nach Amerika ein.
Doch der Ozeandampfer geht unter, und ihr Mann vermutet sie unter den Ertrunkenen. Nunmehr mutmaßlich Witwer, vergräbt dieser sich zunächst in seiner Trauer und meidet fortan jede Gesellschaft. Eines Tages hat er die Trauer überwunden und lernt eine neue Frau kennen. Beide heiraten und machen sich auf die Hochzeitsreise nach New York auf. Dort gerät der Aristokrat an ein Diebespärchen, das er dingfest machen kann. Das Erstaunen ist riesengroß, denn die Diebin ist seine tot geglaubte erste Frau und die versucht ihn wegen Bigamie zu erpressen.

## Produktionsnotizen
Ketten der Vergangenheit entstand vermutlich im Sommer 1913, passierte die Filmzensur im November 1913 und wurde im Februar 1914 uraufgeführt. Gesicherte Aufführungen des Dreiakters, dessen Regisseur nicht bekannt ist, fanden zwischen Juni und September 1914 Hamburg, Görlitz und München statt. In Österreich konnte man den Streifen ab dem 17. Juli 1914 sehen.
Für Mia May war dies einer ihrer ersten Filmauftritte, die sie für eine kleine Kölner Produktionsfirma absolvierte.

## Kritik
„Das interessante Abenteuerdrama hat spannende Momente, an denen namentlich der dritte Akt überreich ist.“